# Diestrammena griffinii
Diestrammena griffinii är en insektsart som beskrevs av Lucien Chopard 1916. Diestrammena griffinii ingår i släktet Diestrammena och familjen grottvårtbitare. Inga underarter finns listade i Catalogue of Life.